# Balsam Lake
Balsam Lake is een plaats (village) in de Amerikaanse staat Wisconsin, en valt bestuurlijk gezien onder Polk County.

## Demografie
Bij de volkstelling in 2000 werd het aantal inwoners vastgesteld op 950.
In 2006 is het aantal inwoners door het United States Census Bureau geschat op 1050, een stijging van 100 (10,5%).

## Geografie
Volgens het United States Census Bureau beslaat de plaats een oppervlakte van
8,4 km², waarvan 5,2 km² land en 3,2 km² water. Balsam Lake ligt op ongeveer 332 m boven zeeniveau.

## Plaatsen in de nabije omgeving
De onderstaande figuur toont nabijgelegen plaatsen in een straal van 20 km rond Balsam Lake.